# Euodia
Euodia é um género botânico pertencente à família Rutaceae.

## Espécies
- Euodia fraxinifolia
- Euodia glabrifolia
- Euodia robusta
- Euodia simplicifolia
- Euodia tietaensis